# Živinice (gmina Priboj)
Živinice (cyr. Живинице) – wieś w Serbii, w okręgu zlatiborskim, w gminie Priboj. W 2011 roku liczyła 104 mieszkańców.